# Марчан
Марчан је насељено место у саставу општине Виница у Вараждинској жупанији, Хрватска. До територијалне реорганизације у Хрватској налазио се у саставу старе општине Вараждин.

## Становништво
На попису становништва 2011. године, Марчан је имао 598 становника.

## Попис1991.
На попису становништва 1991. године, насељено место Марчан је имало 652 становника, следећег националног састава:
| Попис 1991.‍  | Попис 1991.‍  | Попис 1991.‍ | Попис 1991.‍ | Попис 1991.‍ |
| ------------ | ------------ | ----------- | ----------- | ----------- |
|              |              |             |             |             |
| Хрвати       | Хрвати       |             | 644         | 98,77%      |
| Словенци     | Словенци     |             | 2           | 0,30%       |
| Југословени  | Југословени  |             | 1           | 0,15%       |
| Мађари       | Мађари       |             | 1           | 0,15%       |
| неопредељени | неопредељени |             | 4           | 0,61%       |
| укупно: 652  |              |             |             |             |